# ワインの化学

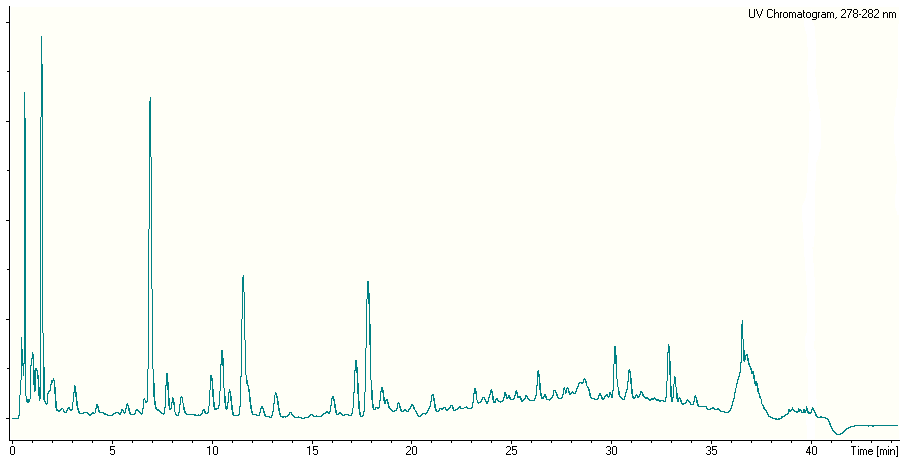
赤ワインの280 nm 45 min LCクロマトグラム

ワインは、様々な化合物からなる複雑な混合物が溶け込んだpH3程度の水-アルコール溶液である。

## ワイン中に存在する天然化合物の種類
- ワインの酸
- ワインのフェノール
- ワインのタンパク質
- ワインの糖
- 酵母同化窒素
- ミネラル
- 二酸化炭素
- リナロール、α-テルピネオール等[1]のモノテルペン[2]やセスキテルペン[3]
- グルタチオン（酸化型、還元型）[4][5]

### 揮発成分
- メトキシピラジン
- エステル:酢酸エチルは最も一般的なワイン中のエステルで、最も一般的な揮発有機酸である酢酸と発酵中に生成されるエチルアルコールから形成される。
- ヨーロッパブドウ[6]やワイン[7]の中に見られるC13-ノルイソプレノイド等のノルイソプレノイドは、菌類のペルオキシダーゼ[8]やグリコシダーゼ[9]によって生成しうる。

## ワイン中に見られるその他の分子

### 保存料
- アスコルビン酸は、ワイン醸造に用いられる。
- 二酸化硫黄は、保存料としてしばしばワインに加えられる。

### 清澄剤
アラビアガムはかつて清澄剤として使われていた。
EU法の下で許可されているワインの添加物は、以下の通りである。
| 添加物の種類     | 許可された添加物 |
| ---------------- | --- |
| 酸化剤           | 酒石酸 |
| 清澄剤           | アルギン酸カルシウム アルギン酸カリウム カゼイン酸カルシウム カゼイン アイシングラス 二酸化ケイ素 ゼラチン アラビアガム ラクトアルブミン 植物タンパク質 オボアルブミン アルミノケイ酸塩 硫酸鉄(II)                                 |
| 脱色剤           | ポリビニルポリピロリドン 活性炭 |
| 脱酸剤           | 乳酸菌 中性酒石酸カリウム 炭酸水素カリウム 炭酸カルシウム |
| 脱臭剤           | 硫酸銅 |
| 同化剤           | オークチップ メタ酒石酸 水 |
| 濃縮剤           | 濃縮ムスト 精留濃縮ムスト サッカロース タンニン 酸素 |
| 酵素             | β-グルカナーゼ ペクチンリアーゼ ウレアーゼ |
| 発酵             | 亜硫酸水素アンモニウム チアミン塩酸塩 酵母細胞壁 ワイン醸造酵母 リン酸二アンモニウム 硫酸アンモニウム 亜硫酸アンモニウム |
| 金属イオン封鎖剤 | フェロシアン化カリウム フィチン酸カルシウム クエン酸 |
| 安定剤           | 酒石酸カルシウム 酒石酸水素カリウム 酵母マンノプロテイン ソルビン酸 二酸化硫黄 アルゴン 窒素 亜硫酸水素カリウム 二炭酸ジメチル 二酸化炭素 ピロ亜硫酸カリウム アリルイソチオシアネート リゾチーム ソルビン酸カリウム アスコルビン酸 |

### その他
- メラトニン[11]
- ワインラクトン
- アントシアノンAは、酸性下でのマルビジンの分解産物である。

## 意図しない物質

コルク汚染の主成分である2,4,6-トリクロロアニソール

4-エチルフェノールは、前駆体のp-クマル酸から生成される。ブレタノマイセス属は、4-ヒドロキシケイ皮酸デカルボキシラーゼの作用で4-ビニルフェノールに変換される。4-ビニルフェノールはさらにビニルフェノールレダクターゼの作用により4-エチルフェノールに還元される。クマル酸は、匂いによるブレタノマイセス属の同定のために細菌培地に加えられることがある。
ゲラニオールは、ソルビン酸の代謝の副産物であり、ワインの中での細菌の生育にとっては非常に好ましくない。
フーゼル油は、アルコール発酵の副産物として生成するいくつかのアルコール（主にアミルアルコール）の混合物である。